# Cantó de Pouilly-sur-Loire
El cantó de Pouilly-sur-Loire és un cantó francès del departament de la Nièvre, a la regió de Borgonya-Franc Comtat. Està inclòs al districte de Cosne-Cours-sur-Loire, compta amb onze municipis i el cap cantonal és Pouilly-sur-Loire.

## Municipis
- Bulcy
- Garchy
- Mesves-sur-Loire
- Pouilly-sur-Loire
- Saint-Andelain
- Saint-Laurent-l'Abbaye
- Saint-Martin-sur-Nohain
- Saint-Quentin-sur-Nohain
- Suilly-la-Tour
- Tracy-sur-Loire
- Vielmanay

## Història
| Data d'elecció                           | Identitat         | Partit           | Qualitat |
| ---------------------------------------- | ----------------- | ---------------- | -------- |
| 1945-1970                                | Jules Sébillotte  | Divers gauche    |          |
| 1970-1976                                | Jean Monnerot     | UDR              |          |
| 1976-1988                                | Simone Couty      | PS               |          |
| 1988-2001                                | Jean-Jacques Lété | RPR              |          |
| 2001-                                    | Hervé Monnerot    | RPR, després UMP |          |
| les dades anteriors no són pas conegudes |                   |                  |          |
|                                          |                   |                  |          |

## Demografia
| A partir de 1990: Població sense dobles comptes |